# Ivors
Ivors – miejscowość i gmina we Francji, w regionie Hauts-de-France, w departamencie Oise.
Według danych na rok 1990 gminę zamieszkiwało 198 osób, a gęstość zaludnienia wynosiła 24 osoby/km² (wśród 2293 gmin Pikardii Ivors plasuje się na 799. miejscu pod względem liczby ludności, natomiast pod względem powierzchni na miejscu 585.).